# イソチオシアネート

イソチオシアネートの基本骨格

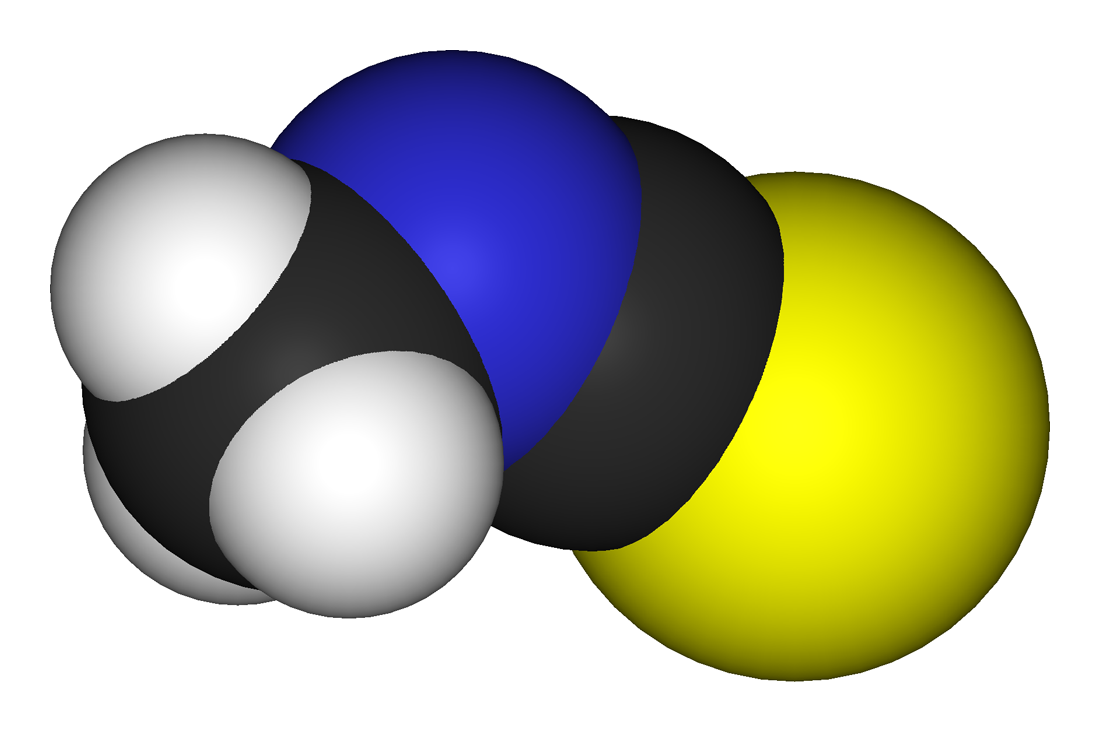
メチルイソチオシアネートの分子模型

イソチオシアネート（英: Isothiocyanate）とは、-N=C=Sという化学基を持つ物質の総称であり、イソシアネート基の酸素を硫黄に置き換えることによって得られる。植物由来の天然イソチオシアネートの多くは、グルコシノレートと呼ばれる代謝産物が酵素によって変換されて生成される。アブラナ科の植物にしばしば含まれるアリルイソチオシアネートはマスタードオイルに含まれ、辛味の原因となっている。人工のイソチオシアン酸であるフェニルイソチオシアネートは、エドマン分解ではアミノ酸の配列決定に用いられる。

## 構造
アリールイソチオシアネートのC-N=CおよびN=C=S結合の典型的な角度は、それぞれ165°および177°である。N=CおよびC=Sの距離は117および158 pmsである。

## 合成と反応
イソチオシアン酸塩は、一般に水性アンモニア中で一級アミン（アニリンなど）と二硫化炭素を反応させて調製する。 この組み合わせにより、ジチオカルバミン酸アンモニウム塩の固体が沈殿し、これを硝酸鉛で処理すると対応するイソチオシアン酸が得られる。別の方法では、上記の第一段階で生成するジチオカルバミン酸塩を塩化トチルで媒介分解している。
また、1,4,2-オキサチアゾールの熱誘起フラグメンテーション反応によってイソチオシアネートにアクセスすることもできる。 この合成方法は、ポリマー担持型のイソチオシアネート合成に応用されている。

## 研究
生体内でどのように生物学的効果を発揮するかについての非臨床試験が行われているが、ヒトを対象にした研究は少なく、ヒトの疾患に対する有効性を示す質の高い根拠は得られていない。

## フレーバー
イソチオシアネートによる特徴的な風味を持つ野菜食品としては、アブラナ科のブロッコリー、キャベツ、ケール、ワサビ、ホースラディッシュ、マスタード、大根など、その他にケッパーやパパイヤ種子などがある。 これらは、異なる割合でイソチオシアネートを生成するため、それぞれ違った風味を持つが、それと認識できるほど関連性がある。
アブラナ科の野菜は、イソチオシアネートの前駆体であるグルコシノレートを、種類も量も多く含んでいる。
- グルコラファニンは、スルフォラファンの前駆体である。
- シニグリンは、アリルイソチオシアネートの前駆体である。
- グルコトロパエオリンは、イソチオシアン酸ベンジルの前駆体である。
- グルコナストルチンは、イソチオシアン酸フェネチルの前駆体である。